# صمد دربه‌در می‌شود
صمد دربه‌در می‌شود یا صمد دربه‌در می‌شود- از ماجراهای صمد در شهر فیلمی به کارگردانی و نویسندگی پرویز صیاد محصول سال ۱۳۵۷ است.

## نقد
به جرأت می‌توان گفت فیلم صمد دربدر می‌شود انتقادی‌ترین فیلم پرویز صیاد بوده که کارگردانی آن را خود به عهده داشته است.
این فیلم، آخرین اثر قبل از انقلاب از مجموعه فیلم‌های صمد به کارگردانی صیاد است که در ماه‌های منتهی به پیروزی انقلاب ساخته شده که به صراحت بسیاری از مسائل اجتماعی و حتی سیاسی جامعه را به چالش کشیده و تصویری معتبر و موثق از وضعیت اجتماعی ایران در واپسین‌ ماه‌های رژیم گذشته ارائه می‌دهد. تصویری درهم‌ شکسته و فروریخته از ارزش‌ها و بنیان‌های اجتماعی که از طریق مواجههٔ شخصیت ساده‌دل و روستایی صمد با فضای سوداگرایانه شهری تهران بازنمایی می‌شود.
شاید اگر فضای انقلابی سال ۵۷ نمی‌بود، این فیلم نیز مانند فیلم اسرار گنج دره جنی، سال‌های بعد به نمایش درآمده یا حتی پروانهٔ نمایش نمی‌گرفت. فضای انتقادی فیلم حتی بیشتر از برخی از فیلم‌های ساخته شدهٔ بعد از انقلاب در مورد رژیم پهلوی می‌باشد.

## بازیگران
- پرویز صیاد
- بهمن زرین‌پور
- حسین امیرفضلی
- علی زاهدی
- هلن ماتووسیان با نام هایگار استپانیان
- میراحمد ایروانلو
- حسین درویشی
- شهناز نامدار با نام هنری شهناز راحله
- علی احمدی
- اسماعیل شیرازی
- رعنا صفوی با نام هنری ناهید صفوی
- تهمینه کیفری
- محمد گودرزی
- محمد ورشوچی
- فلورا موسی‌خانی
- منوچهر یکتاوثوقی
- ابوالفضل لاله
- رحمان علایی
- نقی قاسمی
- محمود محمودی
- اکبر کوزه‌گران
- اصغر خندان
- هومن فریور
- فرخ‌لقا هوشمند